# Магонінґ (округ, Огайо)
Шаблон:StateAbbr_ 41°01′ пн. ш. 80°46′ зх. д. / 41.02° пн. ш. 80.77° зх. д.
Округ  Магонінґ (англ. Mahoning County) — округ (графство) у штаті  Огайо, США. Ідентифікатор округу 39099.

## Історія
Округ утворений 1846 року.

## Демографія
За даними перепису 
2000 року 
загальне населення округу становило 257555 осіб, зокрема міського населення було 220521, а сільського — 37034.
Серед мешканців округу чоловіків було 122993, а жінок — 134562. В окрузі було 102587 домогосподарств, 68865 родин, які мешкали в 111762 будинках.
Середній розмір родини становив 3,02.
Віковий розподіл населення поданий у таблиці:
| Стать    | До 15 років | 15-21 | 22-29 | 30-39 | 40-49 | 50-65 | 65-85 | Понад 85 |
| -------- | ----------- | ----- | ----- | ----- | ----- | ----- | ----- | -------- |
| Чоловіки | 25779       | 11808 | 11476 | 16306 | 19972 | 19513 | 16664 | 1475     |
| Жінки    | 24768       | 11736 | 11401 | 16742 | 20778 | 21547 | 23843 | 3747     |

## Суміжні округи
- Трамбалл — північ
- Мерсер, Пенсільванія — північний схід
- Лоуренс, Пенсільванія — схід
- Коламбіана — південь
- Старк — південний захід
- Портадж — північний захід

## Виноски
1. ↑  U.S. Decennial Census. United States Census Bureau. Архів оригіналу за 12 травня 2015. Процитовано 9 лютого 2015.
2. ↑  Historical Census Browser. University of Virginia Library. Архів оригіналу за 11 серпня 2012. Процитовано 9 лютого 2015.
3. ↑  Forstall, Richard L., ред. (27 березня 1995). Population of Counties by Decennial Census: 1900 to 1990. United States Census Bureau. Архів оригіналу за 14 лютого 2015. Процитовано 9 лютого 2015.
4. ↑  Census 2000 PHC-T-4. Ranking Tables for Counties: 1990 and 2000 (PDF). United States Census Bureau. 2 квітня 2001. Архів оригіналу (PDF) за 18 грудня 2014. Процитовано 9 лютого 2015.
5. ↑  State & County QuickFacts. United States Census Bureau. Архів оригіналу за 6 червня 2011. Процитовано 9 лютого 2015.(англ.) Наведено за англійською вікіпедією.
6. ↑  American FactFinder. Бюро перепису населення США. Архів оригіналу за 26 лютого 2012. Процитовано 31 січня 2008.

| США | Це незавершена стаття з географії США. Ви можете допомогти проєкту, виправивши або дописавши її. |